# Ducula carola
Pombo-imperial-malhado ou pombo-imperial-de-barriga-castanha (Ducula carola) é uma espécie de ave da família Columbidae.
É endémica das Filipinas.
Os seus habitats naturais são: florestas subtropicais ou tropicais húmidas de baixa altitude e regiões subtropicais ou tropicais húmidas de alta altitude.
Está ameaçada por perda de habitat.